# Горякіна
Горякіна (рос. Горякина) — присілок у Брасовському районі Брянської області Росії. Входить до складу муніципального утворення Веребське сільське поселення.
Населення — 1 особа.

## Історія
Згадується з XVII століття (первинна назва — Татарське, або Агарякіне Займище). До 1778 року входив до Самовської волості Карачевского повіту, у 1778—1782 — в Луганському повіті Орловської губернії.
З 1782 по 1928 рр. у Дмитрівському повіті (з 1861 — у складі Веребської волості; з 1923 в Глодневської волості). Присілок належав до парафії села Суслова.
У XIX столітті — володіння Ступіних, які влаштували тут в 1870-х рр. каплицю на честь ікони Божої Матері «Всіх скорботних Радість» (не збереглася).
З 1929 року — у складі Брасовського району. З 1920-х рр. до 1954 року входив до складу Сусловської сільради.